# Alhambrameeting

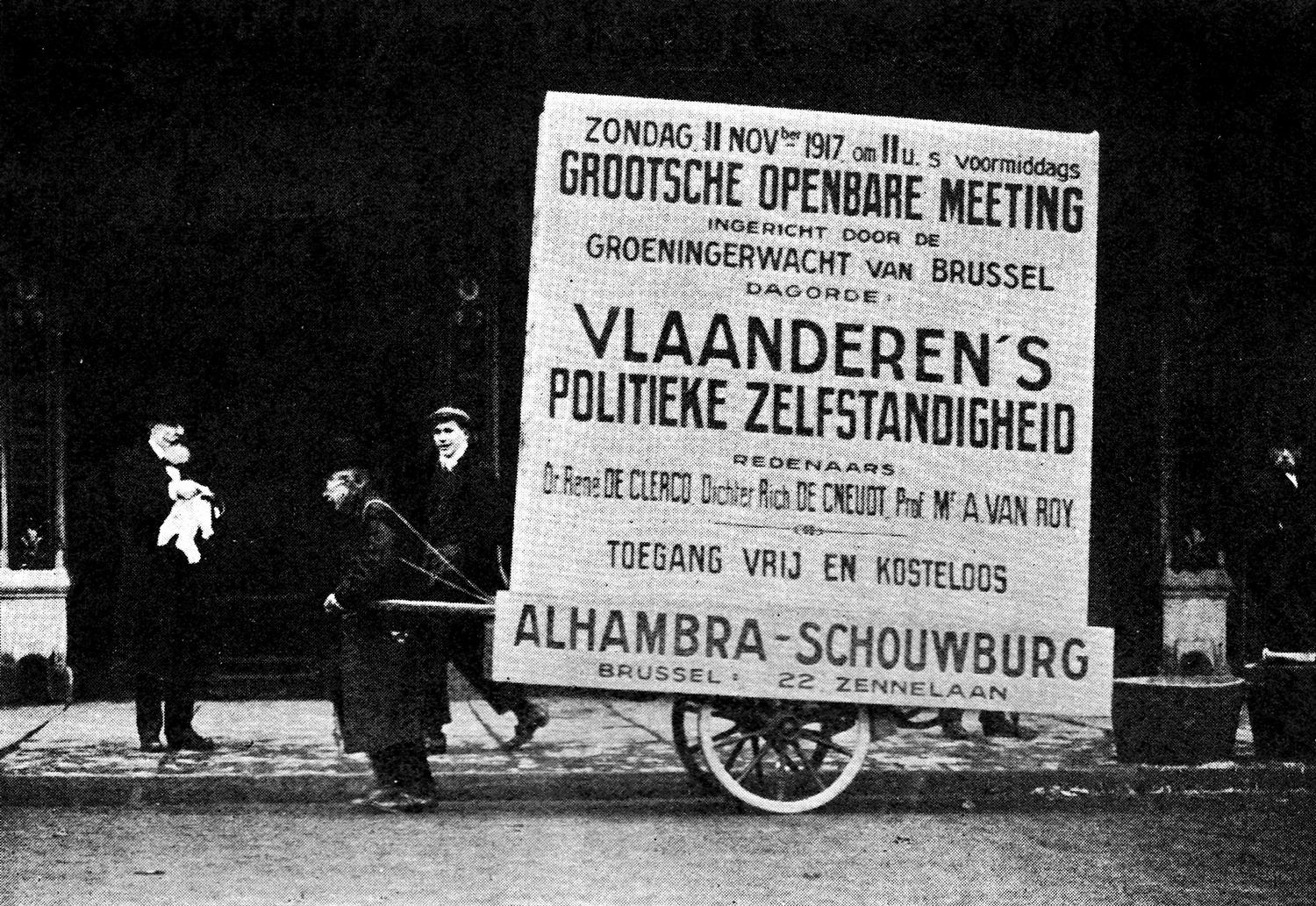
Aankondiging activistenmeeting in Alhambratheater.

De Alhambrameeting was een activistische bijeenkomst op 11 november 1917 in het Alhambratheater in Brussel. Hier verklaarde een groep radicale Duitsgezinde flaminganten dat de wettige Belgische regering-in-ballingschap, die in de Franse stad Le Havre zetelde, vervallen was. Op 22 december 1917 volgde een tweede bijeenkomst in Alhambra.

## Zaal
De zaal werd in de negentiende eeuw gebouwd en was oorspronkelijk een circus. Rond 1875 werd ze de eerste Vlaamse schouwburg in Brussel. Toen in 1887 de Koninklijke Vlaamse Schouwburg openging, werd de Alhambra een zaal voor Franstalige voorstellingen. 
De zaal werd in 1914 door de Duitsers gesekwestreerd omdat ze toebehoorde aan de Engelse familie Chamberlain. In december 1915 werd ze, in het kader van de Flamenpolitik, als Vlaamse schouwburg heropend, onder de directie van de activist Adolf Clauwaert. De activisten gebruikten de zaal voor hun Brusselse politieke bijeenkomsten.

## Besproken onderwerpen op 11 november 1917
Het woord werd er onder meer gevoerd door Jan Baptist Wannyn, Richard De Cneudt en René De Clercq.
Samen met de motie waarin verklaard werd dat men de regering niet meer erkende, werd de hoop uitgesproken dat Duitsland aan Vlaanderen zijn politieke zelfstandigheid zou verlenen. 

## Vervolg op 22 december 1917
De tweede Alhambrameeting, op 22 december 1917, was een bijeenkomst van de Raad van Vlaanderen die het "onafhankelijk" Vlaanderen uitriep.
Er werd zelfs gestart met de redactie van een nieuwe grondwet, maar van Vlaamse onafhankelijkheid was in werkelijkheid nimmer sprake: in feite betrof het een Duitse vazalstaat die nooit echt van de grond zou komen.
Op 20 januari 1918 liep de Alhambrazaal nog eens vol naar aanleiding van een volksraadpleging die de Raad van Vlaanderen organiseerde. Het was zo ongeveer de laatste activistische manifestatie die in Brussel plaatsvond.